# Brazil Songs
A Brazil Songs é uma parada musical semanal do Brasil, publicada pela revista norte-americana Billboard, que classifica as vinte e cinco canções mais populares em todo o território brasileiro, baseada em vendas digitais e streaming fornecidos pela empresa Luminate Data. Foi lançada oficialmente em fevereiro de 2022, como parte da coleção de paradas Hits of the World da Billboard. Esta é a primeira parada local da Billboard no Brasil desde a descontinuação da Brasil Hot 100, depois que a Billboard Brasil encerrou suas operações por um motivo não revelado em janeiro de 2019.
A primeira canção número um da Brazil Songs foi "Malvadão 3", de Xamã, Neo Beats e Gustah, na semana de 19 de fevereiro de 2022.

## Compilação
A parada acompanha o desempenho das canções de sexta a quinta-feira. As classificações da parada são baseadas em downloads digitais de lojas de música online de serviço completo (excluem-se as vendas de sites diretos ao consumidor, como a loja de um artista individual) e streaming ocorrido no Brasil durante o período de rastreamento. Todos os dados são fornecidos pela Luminate Data.

## Lista desinglesnúmero um
- 2022
- 2023
- 2024
- 2025